# 赤塚山 (愛知県)
赤塚山（あかつかやま）は、愛知県豊川市にある山である。

## 概要
標高74m。北側を東名高速道路が通り、山麓に赤塚パーキングエリアがある。山頂には二基の祠があり、南側に展望が広がっている。ヤマモモが自生していることで知られる。
1993年、豊川市制50周年を記念して、赤塚山公園として整備された。市外からの来園者も多い。